# Maria Kraus-Filarska
Maria Kraus-Filarska – polska lekarka, dr hab. nauk medycznych, profesor nadzwyczajny Katedry i Kliniki Chorób Wewnętrznych, Geriatrii i Alergologii Wydziału Lekarskiego Uniwersytetu Medycznego im. Piastów Śląskich we Wrocławiu.

## Życiorys
Obroniła pracę doktorską, 25 września 1995 habilitowała się na podstawie pracy zatytułowanej Rola bakterii w astmie oskrzelowej. Była zatrudniona na stanowisku profesora nadzwyczajnego w Katedrze i Klinice Chorób Wewnętrznych, Geriatrii i Alergologii na Wydziale Lekarskim Uniwersytetu Medycznego im. Piastów Śląskich we Wrocławiu.